# Bomis larvata
Bomis larvata är en spindelart som beskrevs av Ludwig Carl Christian Koch 1874. Bomis larvata ingår i släktet Bomis och familjen krabbspindlar. Inga underarter finns listade.